# فيلدكيرخ
فيلدكيرخ (بالألمانية: Feldkirch) هي مدينة تقع غربي ولاية فورارلبرغ النمساوية على الحدود مع كل من سويسرا وليختنشتاين.

## الاقتصاد والبنية التحتية
لفيلدكيرخ شبكة حافلات خاصة محلية منذ عام 1993، والمتألفة حاليا من 8 خطوط بالإضافة إلى حافلات إلى الشمال في ليختنشتاين المجاورة. يعمل نظام الحافلات مع نظام حافلات ولاية فورارلبرغ ليوفر العديد من الخطوط فوق المناطقية البادئة والمنتهية في فيلدكيرخ.
بحلول 15 مايو عام 2001، كان قد تم توظيف 13,146 موظف ضمن 1,464 شركة في فيلدكيرخ، وكان منهم 5 شركات كبيرة توظف أكثر من 200 شخص.

## الثقافة والمعالم

### وسط مدينة فيلدكيرخ
تضم فيلدكيرخ إحدى أفضل المعالم القروسطية المحفوظة في ولاية فورارلبرغ. بُنيت المدينة حوالي عام 1200. أعيد بناء جدار المدينة حوالي عام 1500، وظلت المدينة دون تغيير على مر العصور.

## المناخ
| البيانات المناخية لـفليدكيرخ      | البيانات المناخية لـفليدكيرخ | البيانات المناخية لـفليدكيرخ | البيانات المناخية لـفليدكيرخ | البيانات المناخية لـفليدكيرخ | البيانات المناخية لـفليدكيرخ | البيانات المناخية لـفليدكيرخ | البيانات المناخية لـفليدكيرخ | البيانات المناخية لـفليدكيرخ | البيانات المناخية لـفليدكيرخ | البيانات المناخية لـفليدكيرخ | البيانات المناخية لـفليدكيرخ | البيانات المناخية لـفليدكيرخ | البيانات المناخية لـفليدكيرخ |
| الشهر                             | يناير                        | فبراير                       | مارس                         | أبريل                        | مايو                         | يونيو                        | يوليو                        | أغسطس                        | سبتمبر                       | أكتوبر                       | نوفمبر                       | ديسمبر                       | المعدل السنوي                |
| --------------------------------- | ---------------------------- | ---------------------------- | ---------------------------- | ---------------------------- | ---------------------------- | ---------------------------- | ---------------------------- | ---------------------------- | ---------------------------- | ---------------------------- | ---------------------------- | ---------------------------- | ---------------------------- |
| متوسط درجة الحرارة الكبرى °م (°ف) | 2 (36)                       | 4 (39)                       | 9 (49)                       | 14 (58)                      | 18 (65)                      | 22 (72)                      | 24 (75)                      | 23 (73)                      | 19 (66)                      | 13 (56)                      | 7 (45)                       | 2 (36)                       | 13 (56)                      |
| متوسط درجة الحرارة الصغرى °م (°ف) | −4 (24)                      | −4 (25)                      | 0 (32)                       | 4 (39)                       | 8 (46)                       | 11 (52)                      | 13 (55)                      | 13 (55)                      | 10 (50)                      | 5 (41)                       | 1 (34)                       | −3 (26)                      | 4 (40)                       |
| الهطول مم (إنش)                   | 69 (2.7)                     | 53 (2.1)                     | 66 (2.6)                     | 84 (3.3)                     | 110 (4.3)                    | 140 (5.4)                    | 160 (6.4)                    | 150 (6.1)                    | 110 (4.4)                    | 81 (3.2)                     | 71 (2.8)                     | 69 (2.7)                     | 1٬160 (45.6)                 |
| المصدر: Weatherbase               |                              |                              |                              |                              |                              |                              |                              |                              |                              |                              |                              |                              |                              |

## توأمة
لفيلدكيرخ اتفاقيات توأمة مع:
- زيغمارينغن

## أعلام
- باولا لودفيج
- وولف هوبر
- هايك إدر
- كريم فراي
- اميل ريبيك
- ماتياس كوخ
- أدولف كنول

## وصلات خارجية
- الموقع الرسمي